# Pseudoanthidium damaraense
Pseudoanthidium damaraense är en biart som först beskrevs av George A. Mavromoustakis 1936.  Pseudoanthidium damaraense ingår i släktet Pseudoanthidium och familjen buksamlarbin. Inga underarter finns listade i Catalogue of Life.